# Saint-hippolyte (AOC)
Pour les articles homonymes, voir Saint-Hippolyte.
Le saint-hippolyte, ou alsace Saint-Hippolyte, est un vin rouge produit uniquement avec le cépage pinot noir sur une partie de la commune de Saint-Hippolyte dans le Haut-Rhin.
C'est une dénomination géographique complémentaire créée en octobre 2011 au sein de l'appellation vin d'Alsace.
Selon les Douanes, la superficie revendiquée en 2023 sous l'appellation est de 13,12 hectares, dont 10,55 ha pour produire du vin blanc et 2,57 ha pour du blanc. La production déclarée en 2023 a été d'un total de 550 hectolitres, dont 420,7 hl de blanc et 129,5 hl de rouge (un hectolitre = 100 litres = 133 bouteilles de 75 cl).
Selon les Douanes, la superficie revendiquée en 2023 sous la dénomination est de 11,27 hectares. La production déclarée en 2023 a été de 609 hectolitres de rouge (un hectolitre = 100 litres = 133 bouteilles de 75 cl).
Le rendement maximum autorisé par le cahier des charges en rouge est de 60 hectolitres par hectare avec comme rendement butoir 66 hl/ha. En 2023, le rendement moyen a été de 54 hl/ha.